# Bee Gees Tour Souvenir
A Bee Gees Tour Souvenir című lemez a Bee Gees Szingapúrban megjelent dupla válogatáslemeze.

## Az album dalai
1. First of May (Barry, Robin és Maurice Gibb) – 2:50
2. I Have Decided to Join The Airforce – 2:11
3. Holiday (Barry és Robin Gibb) – 2:53
4. Suddenly (Barry, Robin és Maurice Gibb) – 2:29
5. Indian Gin and Whisky Dry (Barry, Robin és Maurice Gibb) – 2:01
6. Words (Barry, Robin és Maurice Gibb) – 3:18
7. Massachusetts (Barry, Robin és Maurice Gibb) – 2:20
8. Kitty Can (Barry, Robin és Maurice Gibb) – 2:39
9. And The Sun Will Shine (Barry, Robin és Maurice Gibb) – 3:33
10. Horizontal (Barry, Robin és Maurice Gibb) – 3:34
11. I've Gotta Get a Message to You (Barry, Robin és Maurice Gibb) – 2:56
12. Lamplight (Barry, Robin és Maurice Gibb) – 4:47
13. Don't Forget to Remember (Barry és Maurice Gibb) – 3:29
14. I Started a Joke (Barry, Robin és Maurice Gibb) – 3:06
15. Idea (Barry, Robin és Maurice Gibb) – 2:51
16. The Singer Sang His Song (Barry, Robin és Maurice Gibb) – 3:19
17. Tomorrow Tomorrow (Barry és Maurice Gibb) – 4:05
18. To Love Somebody (Barry és Robin Gibb) – 3:00
19. New York Mining Disaster 1941 (Barry és Robin Gibb) – 2:08
20. Harry Braff (Barry, Robin és Maurice Gibb) – 3:20
21. Really and Sincerely (Barry, Robin és Maurice Gibb) – 3:30
22. Never Say Never Again (Barry, Robin és Maurice Gibb) – 3:28
23. Swan Song (Barry, Robin és Maurice Gibb) – 2:58
24. World (Barry, Robin és Maurice Gibb) – 3:13

## Közreműködők
- Bee Gees